# (25261) 1998 VX5
1998 في أكس 5 (ويعرف أيضًا باسم (25261) 1998 في أكس 5 وفق تسمية الكوكب الصغير) (بالإنجليزية: 1998 VX5)‏ هو كويكب ضمن حزام الكويكبات؛ وترتيبه 25261 من حيث الاكتشاف.
اكتُشف هذا الجُرم الفلكي بواسطة تيتسوؤو كاغاوا في 11 نوفمبر 1998.

## وصلات خارجية
- (25261) 1998 VX5 في قاعدة بيانات مختبر الدفع النفاث لأجرام النظام الشمسي الصغيرة

- الاكتشاف · مخطط المدار ·  العناصر المدارية · المعلمات المادية

- (25261) 1998 VX5 على موقع ويكي سكاي: DSS2, SDSS, GALEX, IRAS, Hydrogen α, X-Ray, Astrophoto, Sky Map, Articles and images